# 캐피털 프리미어 (뉴질랜드)
캐피털 프리미어는 뉴질랜드 북섬 남부에 위치한 캐피털 풋볼이 운영하는 아마추어 축구 리그이다. 뉴질랜드 축구 3부 리그이며, 이 리그의 상위권 팀은 지역 내 팀이 사용할 수 있는 클럽 기반 축구의 두 번째로 높은 수준인 센트럴 리그 로 승격된다.